# Episodi di Hawaiian Eye (prima stagione)
La prima stagione della serie televisiva Hawaiian Eye è andata in onda negli Stati Uniti dal 7 ottobre 1959 al 25 maggio 1960 sulla ABC.
| nº | Titolo originale              | Prima TV USA     |
| -- | ----------------------------- | ---------------- |
| 1  | Malihini Holiday              | 7 ottobre 1959   |
| 2  | Waikiki Widow                 | 14 ottobre 1959  |
| 3  | Second Day of Infamy          | 21 ottobre 1959  |
| 4  | All Expenses Paid             | 28 ottobre 1959  |
| 5  | Dangerous Eden                | 4 novembre 1959  |
| 6  | Cloud Over Koala              | 11 novembre 1959 |
| 7  | Beach Boy                     | 18 novembre 1959 |
| 8  | Three Tickets to Lani         | 25 novembre 1959 |
| 9  | The Quick Return              | 2 dicembre 1959  |
| 10 | Secret of the Second Door     | 9 dicembre 1959  |
| 11 | Shipment from Kihei           | 16 dicembre 1959 |
| 12 | A Dime a Dozen                | 23 dicembre 1959 |
| 13 | The Koa Man                   | 30 dicembre 1959 |
| 14 | Stamped for Danger            | 6 gennaio 1960   |
| 15 | The Kamehameha Cloak          | 13 gennaio 1960  |
| 16 | The Kikiki Kid                | 20 gennaio 1960  |
| 17 | Then There Were Three         | 27 gennaio 1960  |
| 18 | Sword of the Samurai          | 3 febbraio 1960  |
| 19 | Hong Kong Passage             | 10 febbraio 1960 |
| 20 | Cut of Ice                    | 17 febbraio 1960 |
| 21 | Fatal Cruise                  | 24 febbraio 1960 |
| 22 | Danger on Credit              | 2 marzo 1960     |
| 23 | The Bequest of Arthur Goodwin | 9 marzo 1960     |
| 24 | Birthday Boy                  | 16 marzo 1960    |
| 25 | Second Fiddle                 | 23 marzo 1960    |
| 26 | Kim Quixote                   | 30 marzo 1960    |
| 27 | The Lady's Not for Traveling  | 6 aprile 1960    |
| 28 | Murder, Anyone?               | 13 aprile 1960   |
| 29 | Typhoon                       | 27 aprile 1960   |
| 30 | Shadow of the Blade           | 4 maggio 1960    |
| 31 | Dead Ringer                   | 11 maggio 1960   |
| 32 | Little Blalah                 | 18 maggio 1960   |
| 33 | Assignment: Manila            | 25 maggio 1960   |

## Malihini Holiday
- Prima televisiva: 7 ottobre 1959

### Trama
- Guest star: Tracey Roberts (Peggy Garrison), Ross Elliott (Bill Garrison), Pilar Seurat (Lala Kealoha), Sal Ponti (David Kimu), Patricia Driscoll (Mavis Purcell), Duncan Lamont (Peter Purcell), Ed Kemmer (Michael Thompson), Efrem Zimbalist Jr. (Stu Bailey)

## Waikiki Widow
- Prima televisiva: 14 ottobre 1959

### Trama
- Guest star: Robert McQueeney (Mr. Webster), Paula Raymond (Lady Blanche Carleton), Karl Weber (John Hunter)

## Second Day of Infamy
- Prima televisiva: 21 ottobre 1959

### Trama
- Guest star: Ethel K. Reiman (Mamma-san Kim), Mel Prestidge (assistente/ addetto), Miiko Taka (Sumiko), Yuki Shimoda (Yato Mitsuki), Jean Ingram (Teresa), Douglas Mossman (Marty), Lee Patrick (Pearl Blake), Edward Platt (dottor Wallace Oliver), Dell-Finn Poaha (Frieda), Rennette Wright (Marie)

## All Expenses Paid
- Prima televisiva: 28 ottobre 1959

### Trama
- Guest star: Mary Adams (Esther), Anthony George (Miller Kincaid), Karen Steele (Marian Summers)

## Dangerous Eden
- Prima televisiva: 4 novembre 1959

### Trama
- Guest star: Douglas Dick (Philip), Jackie Coogan (Mack Stanley), Douglas Mossman (Marty), Myrna Fahey (Kay Laniel), Malcolm Atterbury (David Evarts), Audrey Totter (Martha Gregory)

## Cloud Over Koala
- Prima televisiva: 11 novembre 1959

### Trama
- Guest star: Lou Krugman (John Peralta), Don Gordon (Cliff Johnson), Joanna Moore (Mary), Maurice Manson (Alfred Holland), Jack Orrison (Vedder)

## Beach Boy
- Prima televisiva: 18 novembre 1959

### Trama
- Guest star: Anna Lee (Donna Lane), Troy Donahue (Peter), Robert Lowery (Carlton Lane), Faith Domergue (Onori), Robert Warwick (Fiji)

## Three Tickets to Lani
- Prima televisiva: 25 novembre 1959

### Trama
- Guest star: Robert Knapp (Jack Ferris), Alex Gerry (Martin Fawcett), Edo Mita (giapponese), Stella Lynn (impiegato), June Blair (Anita Callahan), Stephen Coit (Burke), Minda Feliciano (Evelyn), Norma French (Peggy), Nicholas Georgiade (Kala), Efrem Zimbalist Jr. (Stu Bailey)

## The Quick Return
- Prima televisiva: 2 dicembre 1959

### Trama
- Guest star: Dell-Finn Poaha (receptionist), Carol Ohmart (Celia Lewin), Adam West (George Nolan), Hugh Sanders (Victor Shaw), Tol Avery (Charles Germaine), Patricia Huston (Alma Jackson), Harry Jackson (Jerry Jackson), Rush Williams (Roy Hondine)

## Secret of the Second Door
- Prima televisiva: 9 dicembre 1959

### Trama
- Guest star: Sondi Sodsai (Makaleka), Jacqueline Ravell (Miss Kahili), Than Wyenn (Nestro), Christine White (Connie Cummins), Harry Bartell (Sortino), Jane Chang (Angelina), Jerry Hausner (Rettler), Karl Lukas (Arthur), James McCallion (Meegham), Victor Sen Yung (Archibald Chu Sin)

## Shipment from Kihei
- Prima televisiva: 16 dicembre 1959

### Trama
- Guest star: Gerald Mohr (Bart Harrison), Beverly Garland (Rena Harrison), Joan Vohs (Emily Noble), Mark Roberts (Fred Noble), H. M. Wynant (Jose Kosster)

## A Dime a Dozen
- Prima televisiva: 23 dicembre 1959

### Trama
- Guest star: Shirley Knight (Lynn), Wayne Heffley (Dan Holt), Donald May (tenente David Blair), Carolyn Komant (Kim), Joanna Barnes (Rikki Whitman), Bill Quinn (colonnello Davidson)

## The Koa Man
- Prima televisiva: 30 dicembre 1959

### Trama
- Guest star: Andre Philippe (Emcee), John McCann (Frank Amerio), Chet Stratton (impiegato), Suzanne Storrs (Nancy Campbell), Jolene Brand (Lola), BarBara Luna (Susan Chang), Adam Williams (Harry Gulliver)

## Stamped for Danger
- Prima televisiva: 6 gennaio 1960

### Trama
- Guest star: Ruta Lee (principessa Aysha / Vera Kirkland), Patric Knowles (Cyril Plummer), Jay Novello (Ahmed), John Litel (Edward DeLong), Burt Douglas (Martin Wheeler), Sandra Edwards (Nancy Wheeler), Mickey Simpson (Hugo)

## The Kamehameha Cloak
- Prima televisiva: 13 gennaio 1960

### Trama
- Guest star: Miki Kato (Suke Yamato), Wendell Holmes (dottor Abner Moses Good), Andre Philippe (Emcee), Edo Mita (Yamato), Jack Buetel (dottor Eliot), Tristram Coffin (Ames Caldwell), Robert Colbert (Jim Symington), Susan Crane (Pauline), Kathleen Crowley (May Caldwell), Paul Picerni (Lanakila)

## The Kikiki Kid
- Prima televisiva: 20 gennaio 1960

### Trama
- Guest star: Jean Byron (Karen Ward), John Gabriel (Buddy Keene), Myrna Hansen (Ellie), Andre Philippe (Paul)

## Then There Were Three
- Prima televisiva: 27 gennaio 1960

### Trama
- Guest star: Felix Locher (Minister), Hollis Irving (Dolly Mumbro), Lane Nakano (Taki), Kimo Mahi (Muto), Joan Banks (Zia Birdie Birdwell), Sam Buffington (Big Jim MacIntosh), Don Dubbins (Jack Earl), Kathleen Freeman (Opal Jensen), Nancy Gates (Mary Moore), Chiyo Toto (receptionist)

## Sword of the Samurai
- Prima televisiva: 3 febbraio 1960

### Trama
- Guest star: Barbara Stuart (Miss Melani), Karie Shindo (cameriera), Sam Vlahos (Billy Sajat), George Takei (Hiroshi Kawagani), BarBara Luna (Michiko), Teru Shimada (Noburu), James Yagi (Susumu)

## Hong Kong Passage
- Prima televisiva: 10 febbraio 1960

### Trama
- Guest star: Scotty Morrow (Sean Webster), Patrick Miller (Tom Ingersoll), H.T. Tsiang (Kin San), Mark Tapscott (Ed Turner), Merry Anders (Lisa Barton), Whit Bissell (Jason Plain), Kei Thin Chung (Wong), Byron Foulger (Mr. Jennings), Robert Gist (Barney Mitchell), James Hong (Key), Paul Langton (John O'Neil), Louise Lorimer (Mrs. Jennings), Marie Tsien (Su Ling)

## Cut of Ice
- Prima televisiva: 17 febbraio 1960

### Trama
- Guest star: Donald Lawton (George Crews), Keone (Taro Fujito), Ethel K. Reiman (Mama-san Kim), Mel Prestidge (tenente Danny Quon), Frank Albertson (Paul Charring), Roxane Brooks (Airlines Clerk), Robert Clarke (John Miles), Roberta Haynes (Alice Thomas), Clifford Kawada (Mike Morada), Linda Wong (Teresa)

## Fatal Cruise
- Prima televisiva: 24 febbraio 1960

### Trama
- Guest star: Shirley Knight (Ginger Martin), Steve Darrell (Mickey), Linda Lawson (Tiki), Carolyn Komant (Kini), Gary Conway (Johnny Martin), Richard Crane (Greg Collins), Kasey Rogers (Verna Collins)

## Danger on Credit
- Prima televisiva: 2 marzo 1960

### Trama
- Guest star: Michael Raffetto (Papa Haone), Theodore Marcuse (Arnie Padilla), Leon Tyler (Jimmie Branscomb), David Renard (Eric Sandor), John Baer (Victor Brindisi), Robert Kino (Garage Manager), Suzanne Lloyd (Louise Brindisi), Gary Vinson (Somerset Jones)

## The Bequest of Arthur Goodwin
- Prima televisiva: 9 marzo 1960

### Trama
- Guest star: Andrea King (Martha Willis), Al Hodge (Arthur Goodwin), Herbert Rudley (Jim Hager), Lloyd Kino (John Kawasaki), Don Burnett (Steven Saint), Jane Chang (Mrs. Loma), Carolyn Craig (Janet Goodwin), Judy Dan (segretario/a), Fay Wray (Amelia Goodwin)

## Birthday Boy
- Prima televisiva: 16 marzo 1960

### Trama
- Guest star: Troy Donahue (Jim McLaren), Douglas Mossman (Moke), John Hubbard (Gordon McLaren), Wilton Graff (John McLaren), Mel Prestidge (tenente Danny Quon), Fay Spain (Honey Shaw)

## Second Fiddle
- Prima televisiva: 23 marzo 1960

### Trama
- Guest star: Jackie Russell (receptionist), Sam Rawlins (portiere), John Van Dreelen (Gregor Kandinsky), Nana Sumi (infermiera), Bill Bradley (Pharmacist), Paul Burke (Brad Finley), Myrna Fahey (Della Kandinsky), Toyoko Iwahashi (Marah), Miki Kato (addetto all'ascensore), Tiko Ling (telefonista), Stella Lynn (impiegato), Linda Watkins (Mildred Kandinsky)

## Kim Quixote
- Prima televisiva: 30 marzo 1960

### Trama
- Guest star: Carolyn Komant (Kini), Dale Ishimoto (sergente Leo Ayoki), Laya Raki (Betty Dudoit), Mala Powers (Essie Danforth), Don Gordon (Mickey Grill), Michael Harris (Cass Robbins), Ezra Stone (Rabbit)

## The Lady's Not for Traveling
- Prima televisiva: 6 aprile 1960

### Trama
- Guest star: Andre Philippe (Emcee), Bob Okazaki (Fisherman), Phillip Terry (John Ryerson), Richard Shannon (David Branch), Philip Ahn (Mr. Kwong), Rand Brooks (agente), Stella Lynn (impiegato), Peggy McCay (dottor Grace Stanley), Rush Williams (Roy Hondine)

## Murder, Anyone?
- Prima televisiva: 13 aprile 1960

### Trama
- Guest star: Mel Prestidge (tenente Danny Quon), Herbert Rudley (David Crane), Gayla Graves (Jean Miller), Douglas Mossman (Moke), Julie Adams (Sarah Crane), Ray Danton (Barry Logan), Richard Garland (Mike Cornell), Sam Rawlins (portiere)

## Typhoon
- Prima televisiva: 27 aprile 1960

### Trama
- Guest star: Robert Colbert (Johnny Kane), John Cliff (Fish), Bill Quinn (colonnello Conway), Mary Tyler Moore (Susan Hart), Jean Allison (Cora Demming), Clifford Arashi (barcaiolo), Fredd Wayne (Edward Demming)

## Shadow of the Blade
- Prima televisiva: 4 maggio 1960

### Trama
- Guest star: Lisa Lu (Lili), Felix Locher (Pascal), Abraham Sofaer (Administrateur), Alberto Morin (Jean Martin), Douglas Mossman (Moke), Fred Beir (Bill Corbett), Gregory Gaye (Jacob von Ott), Robin Hughes (Bryan Semple), Sharon Hugueny (Maria von Ott), Joan Vohs (Helene Corbett)

## Dead Ringer
- Prima televisiva: 11 maggio 1960

### Trama
- Guest star: Tiki Santos (Skeeter), Yoshi Kiuchi (Mrs. Nishimaka), Sammee Tong (Mr. Nishimaka), Warren Stevens (Harry Sanford), Dianne Foster (Lola Richmond), Ralph Hanalei (Teo), Lloyd Kino (Okada), John Verros (tenente Juan Gomez)

## Little Blalah
- Prima televisiva: 18 maggio 1960

### Trama
- Guest star: Mel Prestidge (tenente Danny Quon), Paul Birch (John Kramer), Douglas Mossman (Moke), Paul Dubov (Tony Miller), Andra Martin (Sally), Mike Road (Gavin McLeod), Wendell Holmes (Sam Perkins), Robert Ivers (Bobby Kramer), Nana Sumi (infermiera)

## Assignment: Manila
- Prima televisiva: 25 maggio 1960

### Trama
- Guest star: Frank Gerstle (maggiore Dunham), Carleton Young (comandante Kirk), Andre Philippe (Emcee), Leon Lontoc (Pedro Valejo), Lisa Gaye (Saluda Razon), Janet Lake (Millie Doyle), Anthony Eustrel (Bradshaw), Douglas Mossman (Moke), Robert Kino (Ling Po), Kem Dibbs (Wally Martin)